# Puttanjoki
Puttanjoki är ett vattendrag i Finland. Det ligger i kommunen Vemo (finska: Vehmaa), i landskapet Egentliga Finland, i den sydvästra delen av landet och 180 km väster om huvudstaden Helsingfors.